# Монтевідео (аеропорт)
Міжнаро́дний аеропо́рт Карра́ско (IATA: MVD, ICAO: SUMU) (ісп. Aeropuerto Internacional de Carrasco Gral. Cesáreo L. Berisso) — найбільший аеропорт Уругваю, розташований за 5 км від столиці держави — міста Монтевідео, у місті Пасо-Карраско, в департаменті Канелонес. Обслуговує як національні, так і міжнародні рейси.

## Історія
Аеропорт відкрито 1947 року. Названо на честь Чезарео Леонардо Беріссо, піонера уругвайської авіації. До складу аеропорту входить база уругвайських ВПС. До 2012 року був хабом для флагманської авіакомпанії Уругваю PLUNA
3 лютого 2007 року почалося будівництво нового сучасного термінала, розташованого паралельно ЗПС 06/24. Новий термінал ще 2003 року спроєктував уругвайський архітектор Рафаель Віньйолі Бесейро, він здатний пропускати 3 млн пасажирів на рік, містить стоянку, розраховану на більше ніж 1200 автомобілів. У цій новій будівлі термінала є чотири причальних трапи для літаків, окремі поверхи для прильотів і вильотів і великий оглядовий майданчик на верхньому поверсі. Термінал має запас для розширення для двох додаткових літаків і збільшення максимальної пропускної здатності до 6 млн пасажирів на рік, перш ніж будівлі знадобиться фактичне розширення. Новий термінал відкрито 5 жовтня 2009 року, але на повну потужність він запрацював лише 29 грудня. Витрати на будівництво нового терміналу склали 165 млн доларів. Загальна площа будівлі склала 45 тис. м2. Одночасно з ним здано й новий вантажний термінал, будівництво якого обійшлося в 15 млн доларів.

## Транспорт
Аеропорт розташований за 19 км від центру міста Монтевідео. Аеропорт з'єднаний з національною трасою №101 і обслуговується громадським транспортом, а саме автобусами (лінії C1, C3, C5, DM1, 701,704, 705, 724, 710, 711) та приватними службами таксі, які пов'язують аеропорт зі столицею Монтевідео і розташованим поблизу курортним містечком Пунта-дель-Есте. Середній час у дорозі до Монтевідео автомобілем становить 30−45 хв, а автобусом — 1 год 15 хв.

## Авіалінії й напрямки

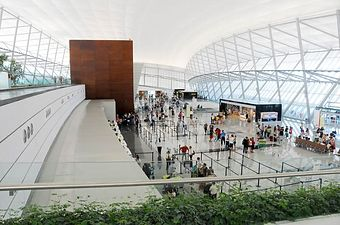
Зал реєстрації

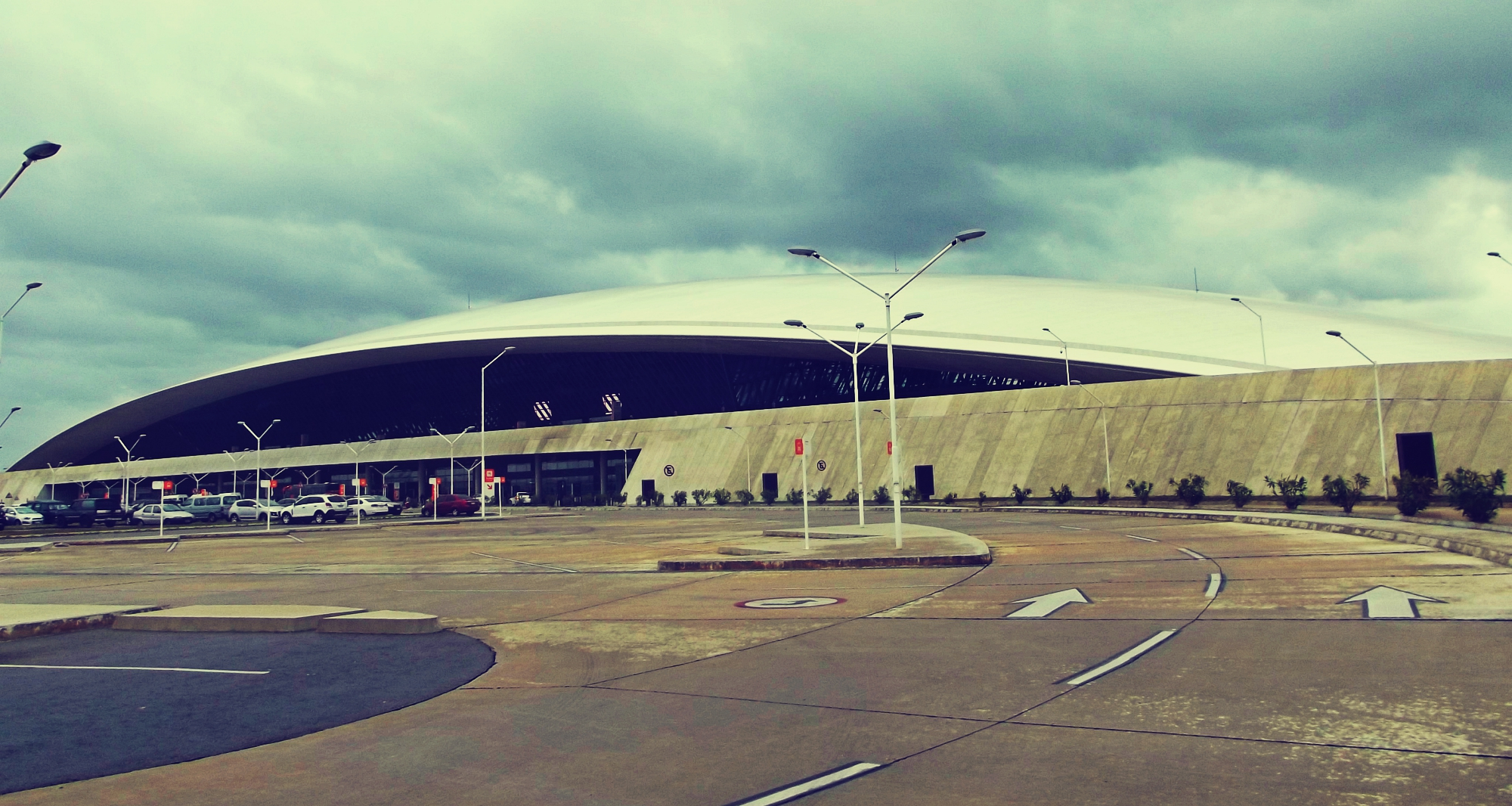
Новий термінал аеропорту.

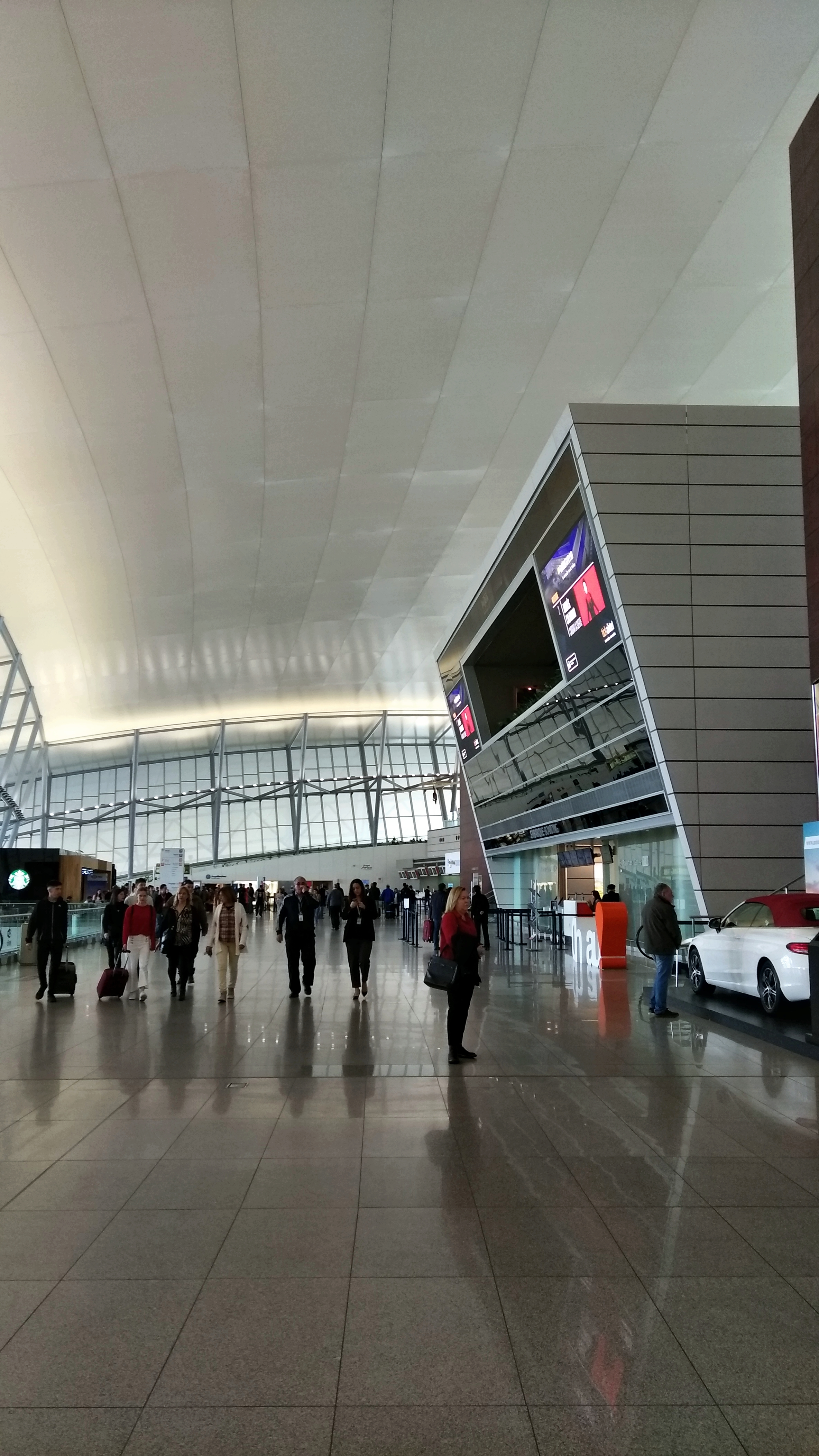
Аеропорт Карраско, зал відправлення

| Авіакомпанія            | Пункт призначення                                         |
| ----------------------- | --------------------------------------------------------- |
| Aerolíneas Argentinas   | Буенос-Айрес                                              |
| Air Europa              | Мадрид                                                    |
| Amaszonas Uruguay       | Асунсьйон, Буенос-Айрес, Кордова, Санта-Крус-де-ла-Сьєрра |
| American Airlines       | Маямі                                                     |
| Avianca                 | Богота                                                    |
| Avianca Peru            | Ліма                                                      |
| Azul Brazilian Airlines | Порту-Алегрі                                              |
| Copa Airlines           | Панама                                                    |
| Flybondi                | Буенос-Айрес                                              |
| Gol Airlines            | Порту-Алегрі, Ресіфі, Ріо-де-Жанейро, Сан-Паулу           |
| Iberia                  | Мадрид                                                    |
| LATAM Brasil            | Ріо-де-Жанейро, Сан-Паулу                                 |
| LATAM Chile             | Сантьяго-де-Чилі                                          |
| LATAM Perú              | Ліма                                                      |
| Paranair                | Асунсьйон                                                 |
| Sky Airline             | Сантьяго-де-Чилі                                          |
| Air France              | Париж (через Буенос-Айрес)                                |
| SAS                     | Копенгаген                                                |
| KLM                     | Амстердам                                                 |
| Alitalia                | Рим, Мілан                                                |

## Статистика
| Трафік            | 2008      | 2007      | 2006      | 2005      | 2004    | 2003    | 2002    | 2001    |
| ----------------- | --------- | --------- | --------- | --------- | ------- | ------- | ------- | ------- |
| Пасажири          | 1 236 415 | 1 199 168 | 1 102 299 | 1 061 337 | 996 106 | 834 515 | 835 203 | 948 745 |
| Вантаж (в тоннах) | 24 700    | 24 633    | 24 712    | 26 149    | 25 445  | 23 097  | 20 237  | 25 929  |